# Catlinit
Catlinit er betegnelsen på den røde og forholdsvis let formbare ler-sten fra Minnesota, som mange nordamerikanske indianere har skabt bl.a. pibehoveder af gennem generationer. George Catlin fik som den først mineralet analyseret, og det bærer derfor hans navn. I daglig tale kaldes det ”rød pibesten”.
Catlinit består navnlig af silikat-mineraler (48.2 procent), mens op til 5 procent jern-oxid giver lerstenen dens eftertragtede farve. Catlinit med et lavt indhold af jern-oxid er lysegråt og anvendes sjældent.:253  Mineralet er mere tungt og fast end merskum.:653 
Catlinit findes og brydes i Pipestone Quarry i det sydvestligste Minnesota. Catlin gjorde dette indianske stenbrud kendt ved at besøge det i 1836 og male et lidt fortegnet billede af det.:501  For at nå ned til det ca. 20-40 cm tykke lag catlinit er det nødvendigt at gennembryde et lag rødlig sioux-kvarts på op til et par meters tykkelse.:253  Lerstenen var tidligt en efterspurgt handelsvare,:599  og forarbejdet catlinit findes på steder i både Iowa, Missouri, Nebraska og Illinois beboet omkring år 1400.:598 
Lersten næsten identisk med catlinit, blot ikke rødlig, findes mange steder i USA.:253 

## Galleri
- Et tværsnit af Pipestone Quarry i Minnesota der viser laget af catlinit (rød pibesten) mellem lag af sioux-kvarts
- Nederst laget af catlinit (rød pibesten) klemt inde mellem to kvartslag. Pipestone Quarry, Minnesota